# Michel Nykjær

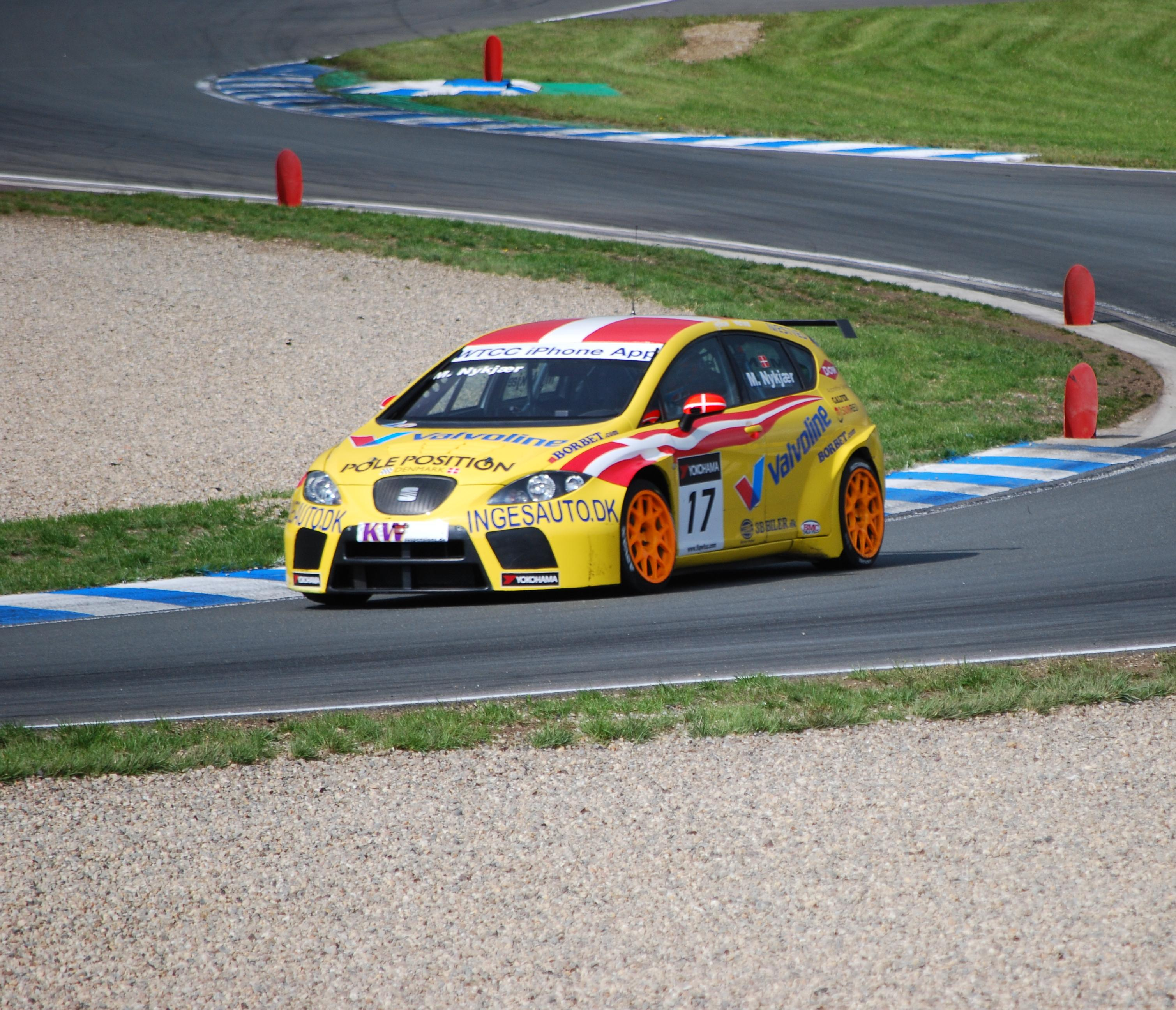
La Seat León 2.0 TDI de WTCC en 2010

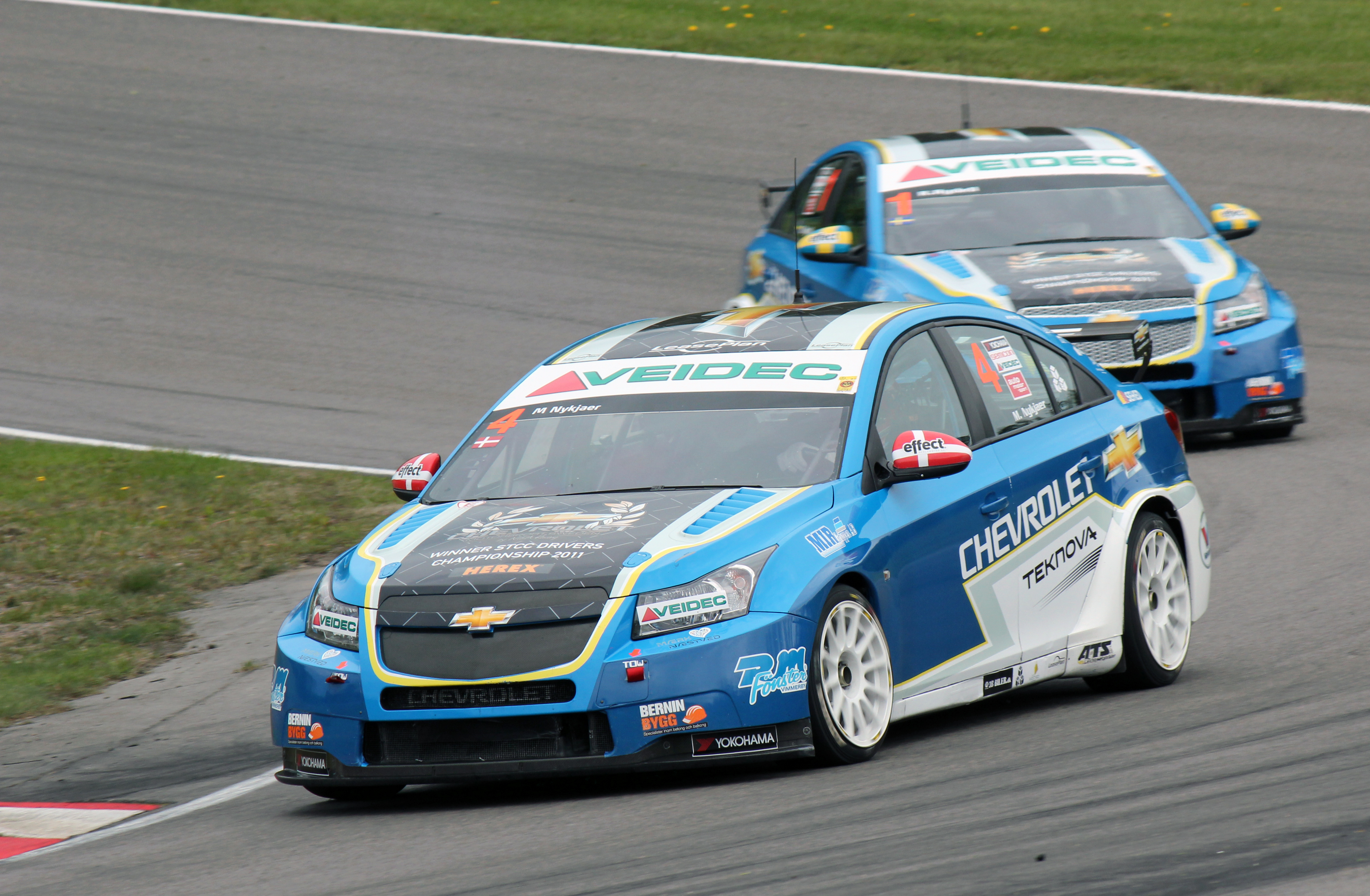
La Chevrolet Cruze de STCC en 2012

Michel Nykjær, né le 17 septembre 1979, est un pilote automobile danois.
Depuis 2009, il est engagé en Championnat du monde des voitures de tourisme.

## Palmarès
- Championnat danois des voitures de tourisme[1]
  - Champion en 2007 sur une Seat León du SEAT Racing Team
  - Champion en 2009 sur une Chevrolet Lacetti du Motorsport Danmark
  - une vingtaine de victoires depuis 2003

- Championnat scandinave des voitures de tourisme
  - 3e du championnat en 2012

- Coupe d'Europe des voitures de tourisme
  - Champion en 2007 sur une Seat León du SEAT Racing Team
  - Champion en 2008 sur une Chevrolet Lacetti du Chevrolet Motorsport Danmark
  - Vice-champion en 2010 sur une Seat León de Sunred Engineering

- Championnat du monde des voitures de tourisme
  - 2e du trophée Yokohama en 2011
  - Première victoire au général en 2013 lors de la première course du Grand Prix automobile de Marrakech avec un Chevrolet Cruze du Nika Racing.